# Mikata ga Yowasugite Hojo Mahō ni Tesshiteita Kyūtei Mahōshi, Tsuihō Sarete Saikyō o Mezasu
Mikata ga Yowasugite Hojo Mahō ni Tesshiteita Kyūtei Mahōshi, Tsuihō Sarete Saikyō o Mezasu (味方が弱すぎて補助魔法に徹していた宮廷魔法師、追放されて最強を目指す?) es una serie de novelas ligeras japonesas escritas por Alto e ilustradas por Yuunagi. Se publicó originalmente en el sitio web Shōsetsuka ni Narō en octubre de 2020, antes de que Kōdansha comenzara a publicarla bajo su sello Kodansha Ranobe Books en agosto de 2021; hasta agosto de 2024 se habían publicado cinco volúmenes.
Una adaptación al manga ilustrada por Yuki Monji comenzó a serializarse en la revista Magazine Pocket de Kōdansha en julio de 2021, y se ha recopilado en quince volúmenes hasta abril de 2025. Una adaptación a anime producida por Gekkō se estrenará en octubre de 2025.

## Personajes
Alec Yugret (アレク・ユグレット Areku Yuguretto?)
 Seiyū: Shūichirō Umeda
Yorha Eisentz (ヨルハ・アイゼンツ Yoruha Aizentsu?)
 Seiyū: Yurika Kubo
Clasia Annerose (クラシア・アンネローゼ Kurashia Annerōze?)
 Seiyū: Masumi Tazawa
Ornest Rain (オーネスト・レイン Ōnesuto Rein?)
 Seiyū: Masaaki Mizunaka

## Contenido de la obra

### Novelas ligeras
La novela ligera fue escrito por Alto e ilustradas por Yuunagi, Mikata ga Yowasugite Hojo Mahō ni Tesshiteita Kyūtei Mahōshi, Tsuihō Sarete Saikyō o Mezasu comenzó a serializarse en el sitio de publicación de novelas web generadas por usuarios Shōsetsuka ni Narō el 11 de octubre de 2020. Posteriormente, la serie fue adquirida por Kōdansha, que comenzó a publicar la serie con ilustraciones de Yuunagi bajo su sello de novelas ligeras Kodansha Ranobe Books el 2 de agosto de 2021. Se han publicado cinco volúmenes hasta agosto de 2024.

### Manga
Una adaptación al manga ilustrada por Yuki Monji comenzó a serializarse en el sitio web de manga Magazine Pocket de Kōdansha el 26 de julio de 2021. Los capítulos del manga se han compilado en quince volúmenes tankōbon a partir de abril de 2025.

### Anime
Se anunció una adaptación televisiva de anime el 21 de marzo de 2025. La serie será producida por Gekkō y dirigida por Ken Takahashi, con Kazuyuki Fudeyasu a cargo de la composición, Yōko Satō al diseño de personajes y Diosta y High Speed Boy a cargo de la música. Su estreno está previsto para octubre de 2025 en el bloque de programación IMAnimation de TV Asahi y sus filiales.